# Lijst van musea in Luik (provincie)
Dit is een lijst van musea in Luik. 

## Musea

### Amay
- Musée communal d'Archéologie et d'Art religieux
- Museum voor archeologie en speleologie (in de kelders van het kasteel van Jehay)
- Fietsmuseum
- De Meesters van het vuur

### Anthisnes
- Musée de la Bière et du Pékèt

### Aywaille
- Musée de la Meunerie et de la Boulangerie

### Bitsingen
- Musée d'Eben

### Blegny
- Musée spectacle du Puits Marie

### Comblain-au-Pont
- Musée du Pays d'Ourthe-Amblève

### Eupen
- Eupens stadsmuseum
- Chocolademuseum 'La Chocolaterie Jacques'
- Natuurcentrum Huis Ternell

### Ferrières
- Musée du jouet

### Hermalle-sous-Huy
- Bibliotheek en museum van de gastronomie (Musée de la Gourmandise)

### Hoei
- Musée de la résistance et camps de concentration
- Musée communal

### Kelmis
- Museum Vieille Montagne

### La Gleize
- Musée "décembre 1944"

### Luik
- Ansembourg Museum
- Aquarium-Museum
- Zoölogisch Museum Luik
- Archéoforum
- Botanische Tuinen Universiteit Luik
- La Boverie
- Grand Curtius
- Grétrymuseum
- Huis van de metallurgie en industrie van Luik
- Huis van de Wetenschap
- Madmuseum
- Museum voor moderne en hedendaagse kunst (tot 2013)
- Museum van het Waalse Leven
- Museum voor het Openbaar Vervoer van Wallonië
- Prehistomuseum
- Schatkamer van de kathedraal van Luik
- Spoorwegvervoermuseum (in Angleur)
- Tchantches Museum
- Verlichtingsmuseum
- Vlindermuseum
- Galerie Wittert (kunstcollecties van de Universiteit van Luik)

### Malmedy
- Musée du Cwarmé
- Musée national du papier

### Mortroux
- Musée de la vie régionale

### Raeren
- Musée de la poterie

### Rodt
- Musée de la bière

### Sankt Vith
- Musée de la vie régionale

### Sart-Tilman
- Openluchtmuseum van Sart-Tilman

### Spa
- Musée de la Ville d'Eaux
- Musée Spadois du Cheval
- Musée de la lessive

### Sprimont
- Musée de la pierre
- Musée du chemin de fer

### Stavelot
- Historisch museum van het vorstendom Stavelot-Malmedy, gewijd aan het Abdijvorstendom Stavelot-Malmedy
- Museum van het circuit van Spa-Francorchamps, gewijd aan het racecircuit Spa-Francorchamps
- Guillaume Apollinairemuseum, gewijd aan de schrijver en dichter Guillaume Apollinaire (1880-1918)

### Tilff
- Musée de l'Abeille

### Verviers
- Musée des Beaux-Arts et de la Céramique
- Musée d'Archéologie et de Folklore
- Centre touristique de la Laine et de la Mode

### Vieuxville
- Archeologisch museum in de Ferme de Bouverie

### Mont RigiinWeismes
- Onderzoeksstation van Mont Rigi, ook wel Onderzoeksstation van Hautes-Fagnes